# Nissan SR
Nissan SR – seria silników samochodów osobowych koncernu Nissan Motors.

## Oznaczenia silnika
SR - Oznaczenie serii siłnika
16 - Pojemność 1.6l (1596 cm3)
18 - Pojemność 1.8l (1838 cm3)
20 - Pojemność 2.0l (1998 cm3)
D - Dwa wałki rozrządu w głowicy w układzie DOHC
E - Wielopunktowy wtrysk paliwa
i - Jednopunktowy wtrysk paliwa
T - Wersja doładowana turbosprężarką
V - System zmiennych faz rozrządu VVL w układzie DOHC

## Charakterystyka

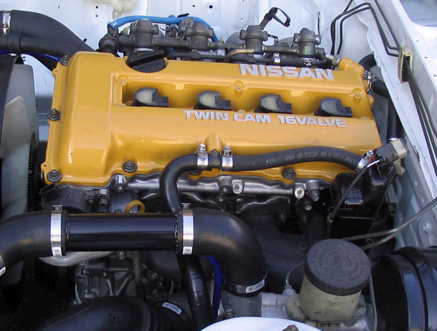
S13 Silvia SR20DET NS Mounting, Coil On Plug (custom yellow paint)

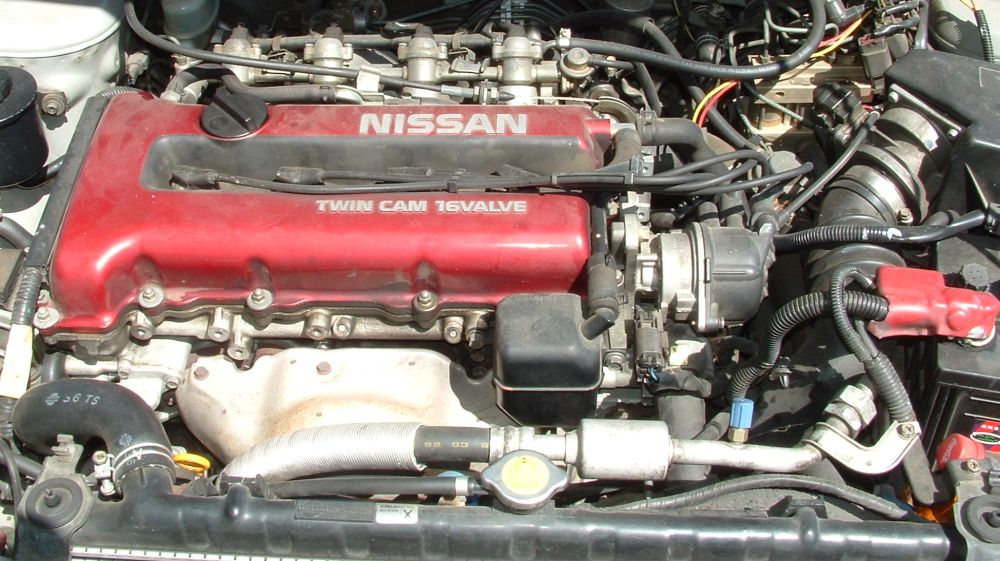
U13 Bluebird SR20DET EW Mounting, Distributor

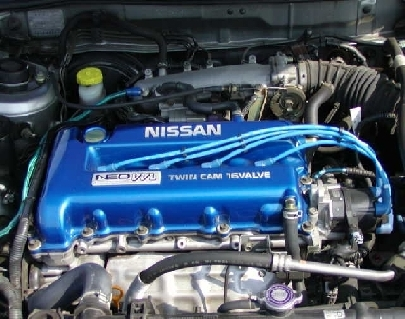
Silnik SR16VE

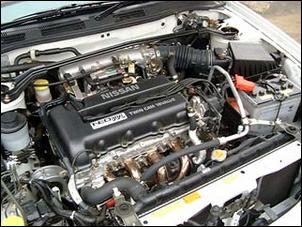
SR20VE

Są to silniki rzędowe, czterocylindrowe napędzane benzyną bezołowiową. W skład serii wchodzą: silniki o pojemności 1.6 L, 1.8 L, i 2.0 L. Posiadają one aluminiową głowice i aluminiowy blok. Wyposażone są w podwójny wałek rozrządu w głowicy (DOHC) oraz w wybranych modelach zmienne fazy rozrządu. Silnik był używany w małych i średnich oraz sportowych pojazdach marki Nissan. Został zaprojektowany jako następca rodziny silników CA.

## SR18Di
SR18Di to 1.8 L (1838 cm3) DOHC silnik. Produkuje on 110 KM (81 kW) @6500 rpm and 150 nm @4000 rpm. Oparty był na wtrysku jednopunktowym.
Używany był w następujących pojazdach:
- 1990-1993 Nissan Primera
- Nissan Sunny
- Nissan Bluebird U12
- Nissan Avenir W10

## SR18DE
SR18DE to 1.8 L (1838 cm3) DOHC silnik. Produkuje on 125 KM (92 kW) @6000 rpm and 156 nm @4800 rpm. Oparty był na wtrysku wielopunktowym.
Używany był w następujących pojazdach:
- 1991-1993 Nissan Primera
- Nissan Sunny
- Nissan Avenir W10
- Nissan Rasheen
- 1989-1998 Nissan Bluebird U14 119 PS (89 kW)
- 1990-1993 Nissan Pulsar GTi B13 and N14, 140 KM (102 kW) @6400 rpm i 167 Nm @4800 rpm
- 1991-1999 Nissan Pulsar GTi N15, 140 KM (102 kW) @6400 rpm i 167 Nm @4800 rpm
- 1989(??)-2001 Nissan Presea 125 KM (92 kW)

## SR20Di
SR20Di - Silniki oparte na jednopunktowym wtrysku paliwa, odcięcie na 6500obr.min, kolektor wydechowy żeliwny typu 4-2-1, stopnień sprężania 9,5:1 (tłoki wklęsłe),
Używany był w następujących pojazdach:
- 1991-1994.5 Nissan Primera P10

## SR20DE i SR20De
Używany był w następujących pojazdach:
| Model        | Lata produkcji                 |
| ------------ | ------------------------------ |
| 180SX        | 1991–1992, 1994–1997           |
| 200SX SE-R   | 1995–1998                      |
| Almera       | 1996–1999                      |
| Avenir       | 1990, 1992–1995, 1997–2001     |
| Bluebird     | 1989, 1991–1993, 1995–1998     |
| Liberty      | 1998–2000                      |
| Infiniti G20 | 1991–2002                      |
| NX2000       | 1991–1996                      |
| Prairie Joy  | 1995–1997                      |
| Presea       | 1990–1993, 1995, 1997–1998     |
| Primera      | 1990–2002                      |
| Pulsar       | 1991–2000                      |
| R'nessa      | 1997–1998, 2000                |
| Rasheen      | 1998                           |
| Sentra       | 1991–1994, 1998–2001           |
| Serena       | 1991–1995, 1997–2000           |
| Silvia       | 1991–1993 1995-1996, 1998–2002 |
| Wingroad     | 1996–1999                      |

## SR16VE N1
SR16VE N1 to 1.6 L (1596 cm3) DOHC silnik. Produkuje on 200 KM(147 kW). Jest to silnik, który posiada najwięcej koni mechanicznych z litra pojemności w silnikach wolnossących czterocylindrowych na świecie.
Używany był w następujących pojazdach:
- 1997-1998 Nissan Pulsar VZ-R N1

## SR20VE
Używany w:
- 1997-2000 P11 JDM Nissan Primera Te-V sedan or G-V kombi, 190 KM (139 kW)
- 2001-2003 P12 JDM Nissan Primera, 20V sedan or W20V kombi, 205 KM (150 kW)
- 1997-2000 U14 JDM Nissan Bluebird SSS-Z sedan, 190 KM (139 kW)
- 1997-2000 Y11 JDM Nissan Wingroad ZV-S kombi, 190 KM (139 kW)